# Lingmell Beck
Der Lingmell Beck ist ein Fluss im Lake District, Cumbria, England. Der Lingmell Beck entsteht südlich des Great Gable und südwestlich des Sty Head Pass aus dem Zusammenfluss von Piers Gill und Spouthead Gill. Der Lingmell Beck fließt zunächst in westlicher, später in südwestlicher Richtung nahe dem Weiler Wasdale Head und mündet in das nördliche Ende des Wast Water Sees.